# Elrose Airport
Elrose Airport är en flygplats i Australien. Den ligger i kommunen McKinlay och delstaten Queensland, omkring 1 400 kilometer nordväst om delstatshuvudstaden Brisbane. Elrose Airport ligger 196 meter över havet.
Trakten runt Elrose Airport är nära nog obefolkad, med mindre än två invånare per kvadratkilometer..
Trakten runt Elrose Airport består i huvudsak av gräsmarker. Genomsnittlig årsnederbörd är 397 millimeter. Den regnigaste månaden är februari, med i genomsnitt 116 mm nederbörd, och den torraste är augusti, med 1 mm nederbörd.